# Movimento República de Baja California
Movimento República de Baja California (em castelhano:  Movimiento República de Baja California) é um movimento separatista que defende a criação de um estado independente e soberano que seria formado pelos estados mexicanos de Baixa Califórnia e Baixa Califórnia Sul depois de separar-se do seu governo federal respectivo por uma manifestação contra o aumento de impostos o dia 14 de outubro de 2013.